# 圣米格尔球场 (贡多马尔)
41°08′09.44″N 8°32′30.33″W / 41.1359556°N 8.5417583°W

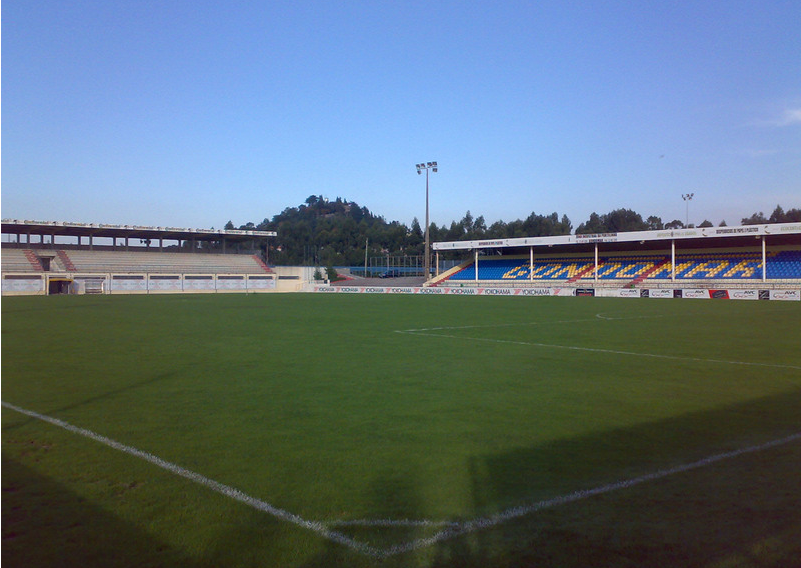
圣米格尔球场（贡多马尔）一瞥

圣米格尔球场（Estádio de São Miguel）是一座位于葡萄牙贡多马尔的多用途足球场，可容納2450名观众观赛，目前是葡萄牙足球锦标联赛球队贡多马尔的主场。